# Peter von Hess
Peter Heinrich Lambert von Hess (Düsseldorf, 29 luglio 1792 – Monaco di Baviera, 4 aprile 1871) è stato un pittore tedesco, noto per i dipinti storici, in particolare delle guerre napoleoniche e della guerra d'indipendenza greca.

## Vita
Peter von Hess ricevette inizialmente una formazione dal padre Carl Ernst Christoph Hess. Accompagnò il fratello minore Heinrich Maria a Monaco nel 1806 e si iscrisse all'Accademia di Monaco all'età di sedici anni. Si formò anche con Wilhelm von Kobell.
Durante le guerre napoleoniche, gli fu permesso di entrare nello stato maggiore del generale Wrede, che comandava i bavaresi nelle operazioni militari che portarono all'abdicazione di Napoleone. Lì acquisì nuove esperienze di guerra e il piacere per i lunghi viaggi. Durante questo periodo, von Hess dipinse i suoi primi pezzi di battaglia. Nel 1818 trascorse un po' di tempo in Italia dove dipinse varie scene e paesaggi italiani e viaggiò a Napoli con Joseph Petzl e un gruppo di altri artisti bavaresi.
Nel 1833, su richiesta di Ludovico, accompagnò Ottone di Grecia nel neonato Regno di Grecia, dove ad Atene raccolse materiale per i quadri della guerra di liberazione (Entrata in Nauplia, 1835; Accoglienze tributate al re in Atene, 1839). I bozzetti che fece in seguito furono collocati, nel numero di quaranta, nella Pinacoteca, dopo essere stati copiati in cera su larga scala da Nilsen, nelle arcate settentrionali dell'Hofgarten a Monaco di Baviera.

## Valutazione
L'opera di Peter von Hess è stata valutata positivamente per la sua esecuzione ma alcuni ne hanno messo in dubbio l'audacia e la congenialità.
È sepolto nell'Alter Südfriedhof di Monaco di Baviera.

## Opere

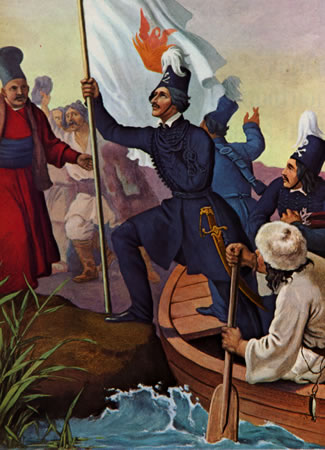
Alessandro Ypsilanti attraversa il Pruth
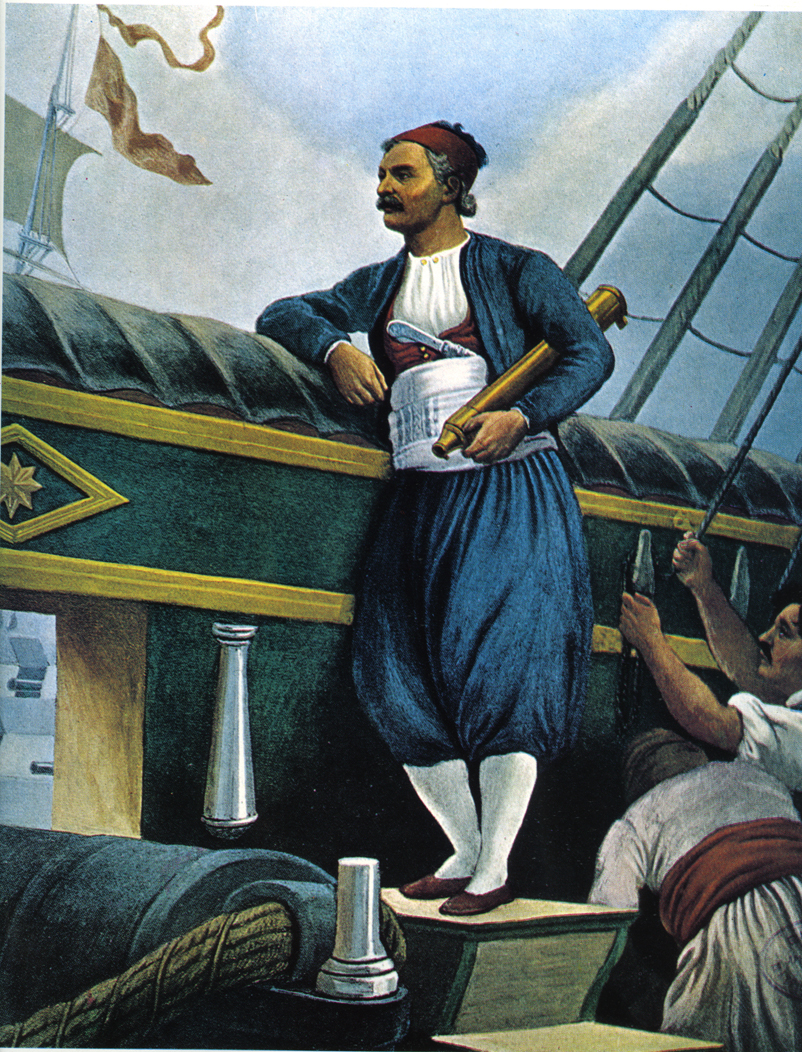
Andreas Miaoulis
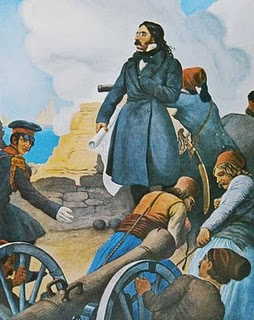
Alexandros Mavrokordatos difende Missolungi
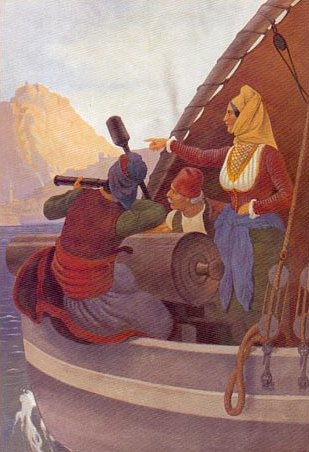
Laskarina Bouboulina
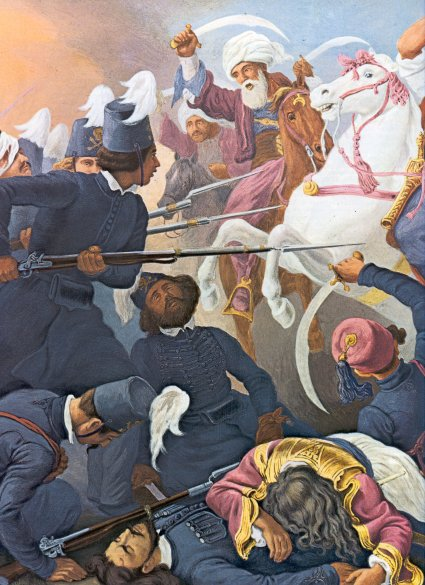
Combattimento della Banda sacra a Dragatsani
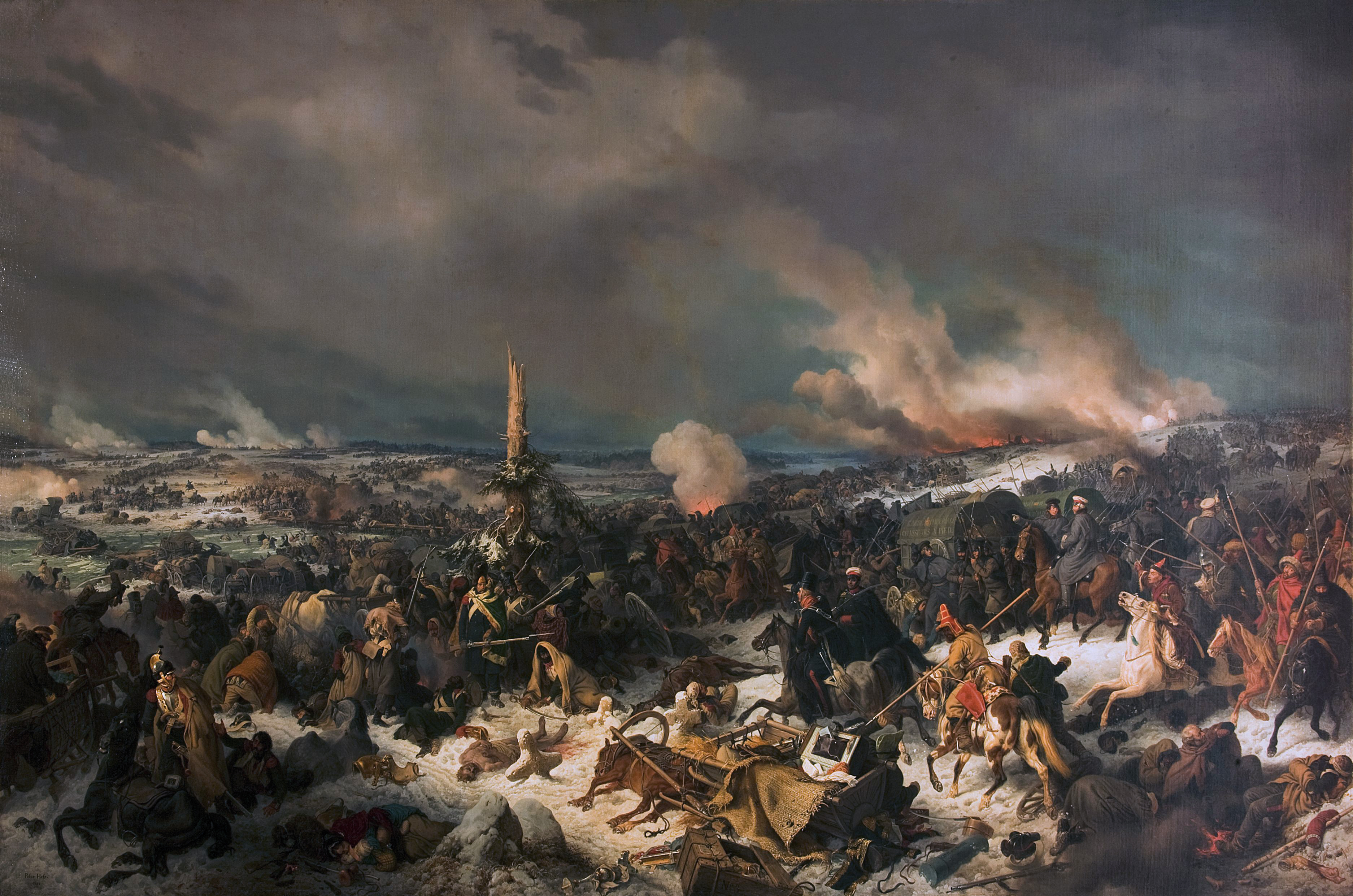
Battaglia della Beresina (1812)
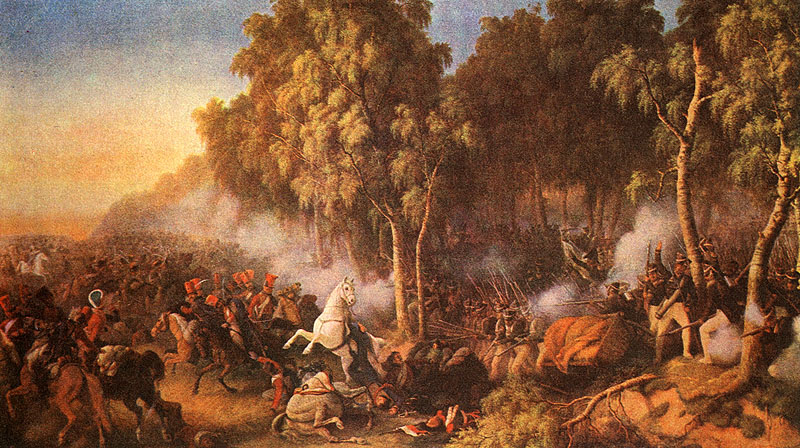
Battaglia di Krasnoi (14 agosto 1812)
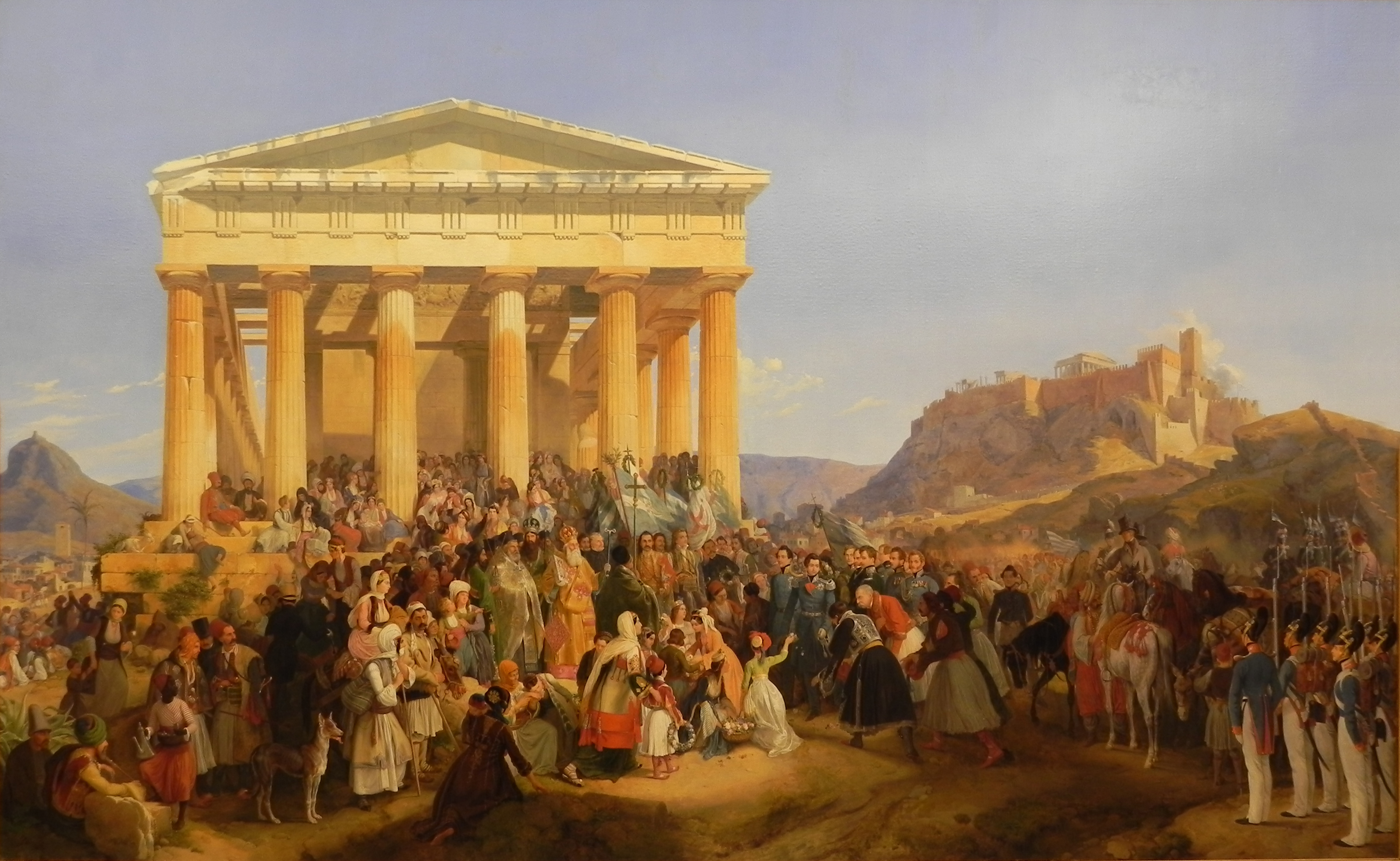
L'ingresso di Ottone ad Atene
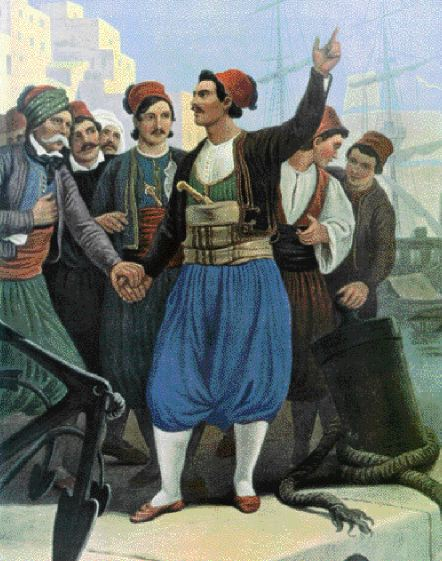
Antonis Oikonomou
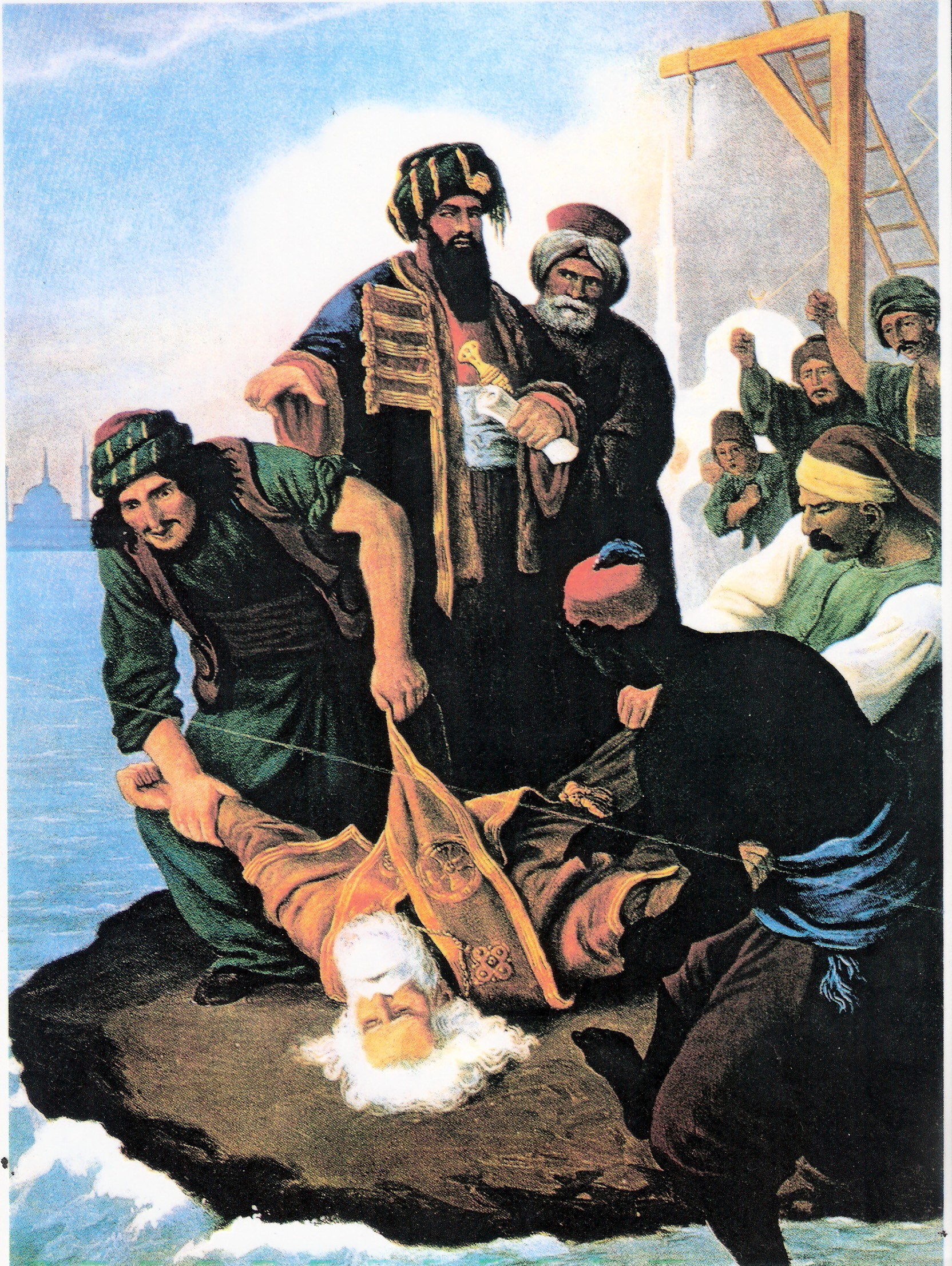
L'impiccagione del Patriarca Gregorio V di Costantinopoli
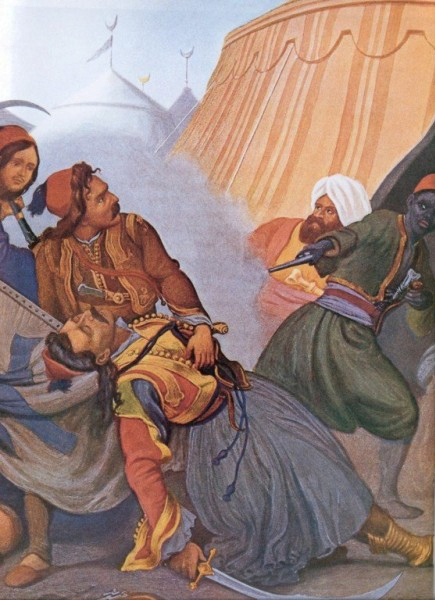
Botsari che muoiono a Karpenisi